# The Kindness of Strangers (Beverly Hills, 90210)
The Kindness of Strangers is de vijftiende aflevering van het derde seizoen van het tienerdrama Beverly Hills, 90210, die voor het eerst werd uitgezonden op 25 november 1992.

## Verhaal
Het is Thanksgiving en Brandon veroorzaakt spanning binnen de familie als hij de dakloze Jack Canner meeneemt, nadat Nikki vertrekt naar haar oma in San Francisco. Hij veroorzaakt commotie bij Cindy en Jim als hij het de tiener kwalijk neemt dat ze een goed leven hebben. Ondertussen heeft Steve de waarheid over zijn inbraak opgebiecht en is geschorst van school. Hij durft dit niet aan zijn moeder te zeggen, aangezien zij het druk heeft met een nieuwe tv-serie. Hij besluit haar te helpen met de voorbereidingen in Santa Barbara (Californië).
Als hij toch de waarheid zegt, is Samantha razend. Toch weet ze ervoor te zorgen dat Steve terug mag naar West Beverly High, op voorwaarde dat hij elke dag moet nablijven en niet meer tijdens zijn schoolperiode in problemen mag komen. Dylan besluit zijn vader uit te nodigen voor Thanksgiving, maar kan moeilijk omgaan met zijn veel jongere vriendin Christine.

## Rolverdeling
- Jason Priestley - Brandon Walsh
- Shannen Doherty - Brenda Walsh
- Jennie Garth - Kelly Taylor
- Ian Ziering - Steve Sanders
- Gabrielle Carteris - Andrea Zuckerman
- Luke Perry - Dylan McKay
- Brian Austin Green - David Silver
- Tori Spelling - Donna Martin
- Carol Potter - Cindy Walsh
- James Eckhouse - Jim Walsh
- David Sherrill - Jack Canner
- Christine Belford - Samantha Sanders
- Josh Taylor - Jack McKay
- Valerie Wildman - Christine Pettit
- Denise Dowse - Mrs. Yvonne Teasley
- Clyde Kusatsu - Frank
- Melanie Smith - Alyssa Garner